# I. Alexandrosz makedón király
I. Alexandrosz vagy Philhellén Alexandrosz (görög betűkkel Ἀλέξανδρος, ? – i. e. 454) makedón király, I. Amüntasz és Eurüdiké fia, trónörökös herceg, majd a makedónok uralkodója. Makedónia történetének egyik legjelentősebb uralkodója, halála idejére az országot gazdag és befolyásos birodalommá tette, területét megnégyszerezte, bevezette a makedónokat a hellén politikai életbe. Megteremtette az alapját annak, hogy később II. Philipposz kiterjessze hatalmát az egész görögföldre, majd III. Alexandrosz megsemmisítse az egész Perzsa Birodalmat. Philhellén („görögbarát”) jelzővel látta el az utókor. Ez korabeli értelmében a "görög hazaszerető" jelentéssel is bírt.

## Előzmények
Alexandrosz olyan időkben lépett trónra, amikor a görögség felfedezte a tőlük északra elterülő vidékek gazdagságát, értékét. Makedónia déli végein hol Milétosz (Hisztiaiosz és Arisztagorasz idején), hol Athén (Peiszisztratosz és idősebb Miltiadész idején) befolyása érvényesült. A többi polisz – élükön Korinthosz, Thébai és Spárta – szintén gyarmatokat kívánt alapítani. Maga Makedónia is terjeszkedő politikát folytatott, Amüntasz elfoglalta az Axiosz-menti síkságot, azaz Amphaxitiszt.
Hérodotosz Alexandroszt i. e. 510 eseményeinél említi, amikor Perzsia követei földet és vizet kértek I. Amüntasztól, aki ezt megadta nekik. A vendégségben lévő perzsa követeket azonban később meggyilkolták, mert megsértették a makedón szokásokat. Ezt Alexandrosz vezette, majd ő simította el a perzsa nyomozást is azzal, hogy Bubarésszel elvetette feleségül nővérét, Gügaiát. Ez a történet valószínűleg későbbi kitaláció, ami a hódolást kissé más színben tünteti fel, valamint Alexandrosz bátorságát és éles eszét emeli ki. Bubarész első jelentős szereplése majdnem három évtizeddel későbbre datálódik, és a házasságkötés nem nagyon történhetett i. e. 498 előtt. Talán a perzsa kudarcok után kezdték terjeszteni ezt a történetet, amikor Alexandrosz már nyíltan a perzsa hódítók ellen fordult. A görög győzelmek után az athéniak is igyekeztek elfelejteni, hogy i. e. 508-ban szövetséget kötöttek Dárajavaussal. E hódolás valószínűleg taktikus volt, és a későbbiekben lehetővé tette több trák terület bekebelezését.
Alexandrosz i. e. 500-ban részt vett az olümpiai játékokon a stadionfutás és pentathlon versenyszámokban. Az előbbiben Hérodotosz szerint holtversenyben végzett az első helyezettel, ami valószínűleg ismét túlzás, mivel a stadionfutásban nem ismerték a döntetlent, ha az agónothetai (bíró) nem tudta eldönteni az első helyezést, újraindíthatta a futamot. Mivel Hérodotosz szerint a futást nem nyerte meg, Pindarosz egyik győzelmi ódája, amelyben Amüntasz fiáról, a „boldog Dardanidák nevét viselő” versenyzőről beszél, valószínűleg a pentathlon-győzelmének állít emléket. E momentum jelentősége abban rejlik, hogy egyáltalán rajthoz állhatott, amit csak teljes jogú görög polgároknak engedélyeztek. Ezzel elismerték a makedónokat görögnek, és mivel a jelentkezéskor Alexandrosz Héraklészig vezette le a családfáját, az argoszi dinasztiát ettől kezdve héraklidáknak is nevezték.

## Uralkodása
Uralkodásának pontos kezdete nem ismert. Amüntasz valamikor i. e. 492 előtt halt meg. Külpolitikája az első pillanattól kezdve pragmatikus volt. Egyszerre volt a „médiszmosz” és a „helléniszmosz” híve, mindig aszerint, mit kívánt meg Makedónia érdeke. A meghódított területek bányáit kihasználva saját pénzt veretett, amely csak akkor szünetelt, amikor a legerősebb perzsa nyomás érte az országot. Még a pénzek értéke és verete is változott aszerint, hogy athéni vagy barbár népekkel való kereskedésre rendezkedett éppen be Makedónia.
Katonai szervezetében is nagy változtatásokat vitt véghez. Korábban csak a makedón lovasság volt jelentékeny erő, a hetairoszok az előkelőség köreiből kerültek ki, akiknek volt anyagi erejük a lótartáshoz. Alexandrosz ezek mellett megszervezte a szabad makedón parasztságból álló gyalogságot, a pezetairoszok fegyvernemét. Ez jelentősen növelte hadseregének harcértékét. A földadomány fejében elvárt katonai szolgálat egyrészt a királyi házhoz kötötte az új kisbirtokosokat, másfelől azonban hódítási kényszert is jelentett. Azonban minél nagyobbra nőtt az ország területe, annál nagyobb lehetett a haderő is.
Alexandrosz egy ideig megmaradt perzsa-szövetségben, hiszen számára ez nagy mozgásteret jelentett – Iustinus Világkrónikája szerint az Olümposz hegyéig uralkodhatott a perzsák jóvoltából, ugyanakkor északon a Haimoszig terjeszkedett –, Khsajársának pedig szüksége volt a felvonulási út mentén szövetségesre, aki a szárazföldi sereg felvonulási útvonalát északról fedezi és besegít a rendkívüli logisztikai feladatok megoldásában is. Ez utóbbira jellemző Hérodotosz két adata. Khsajársá seregének ellátása Thaszosznak napi 400 talantonba került, miközben a kiemelkedően magas életszínvonalú szigetváros évi jövedelme nagyjából 200–300 talanton körül mozgott.
Alexandrosznak tehát az volt az érdeke, hogy az i. e. 480-as perzsa hadjárat idején a perzsa sereg minél hamarabb távozzon Makedónia területéről. Az egyesült görög seregek 10 000 hoplitával (Athén és Spárta) és a thesszáliai lovassággal lezárták a Tempé-völgyet, így a perzsák veszteglésére, vagy nagy északi – Makedónián keresztül haladó – kerülőjére lehetett számítani. Ekkor Alexandrosz ismét bebizonyította nem mindennapi diplomáciai képességeit. Miközben seregével csatlakozott a perzsákhoz, a görögöket követek útján értesítette a perzsák létszámáról, felvonulási terveikről. Ennek hatására a görögök elhagyták a Tempé-völgyet, és a Thermopülai-szorosig húzódtak vissza. Az akcióról a perzsák is tudtak, és nagyra értékelték, hogy a görögök távozása után a védtelenül maradt Thesszália átállt perzsa oldalra. Ugyanakkor a görögök baráti gesztusnak tekintették ezt a követjárást, végül a makedón hadsereg nem is csatlakozott ténylegesen a perzsákhoz, csak kissé északabbra gyülekezett, a thermopülai csatában egyáltalán nem vettek részt. Alexandrosz tehát a háború bármilyen kimenetele esetére biztosította magát, és egyúttal megszabadult a perzsa sereg ellátásának terhétől is. A thermopülai csata után a menekülő  boiótiaiakat befogadta, a görögök a barátság jelének tekintették, a perzsák pedig nem támadták meg a makedón helyőrségeket.
I. e. 479-ben személyesen járt Athénben, hogy egy athéni–perzsa szövetség útját egyengesse. Ezt Athénben a város biztonságára hivatkozva próbálta elérni, és bár tanácsait nem fogadták meg, ismét „görögbarát” színben léphetett fel, miközben Khsajársá érdekeit is szolgálta. A plataiai csata előtt valószínűleg a görögök győzelmét látta valószínűbbnek, mert Hérodotosz szerint a görög hadvezéreknek feltárta Mardoniosz haderejét és terveit, ám ugyanakkor hadserege Mardonioszhoz csatlakozott.
A perzsák Plataiai alatt elszenvedett döntő veresége után már a perzsák kiűzését szorgalmazta, eközben újabb, a perzsáknak hódoló területeket hódított meg Mügdónia, Krésztónia és Biszaltia területén. Eközben az ott állomásozó perzsa helyőrségeket felszámolta. E hadjáratok zsákmányából aranyszobrot állíttatott Delphoiban Apollónnak. Azonban Makedónia érdekei a továbbiakban azt kívánták meg, hogy az egyre erősebb Déloszi Szövetség – és ezzel egyben Athén – ellen lépjen fel. I. e. 465 előtt már konfliktusok voltak a Sztrümón torkolatvidékén Makedónia és Athén között, majd 465-ben Kimón telepítési akciója tovább mélyítette az ellentéteket.
Valamikor az i. e. 450-es évek második felében Alexandrosz meghalt. Nem tudni hogyan, de Curtius Rufus adatai alapján vagy csatamezőn esett el, vagy meggyilkolták. A trónutódlás Makedóniában nem volt egyszerű dolog, mert nem ismerték a primogenitúra elvét. Halála váratlan lehetett, ezért sem kijelölt örökös, sem végrendelet nem volt. Fiai egymásnak estek a trónért, akik közül Alketasz és Perdikkasz emelkedett ki. Alketasz tartott nagyobb területeket a birtokában, végül mégis Perdikkasz győzött görög segítséggel.